# Ikalis
Ikalis (finsk: Ikaalinen) er en bykommune i landskabet Birkaland i det vestlige Finland. Kommunen og landskabet hører under Vest og Indre Finlands regionsforvaltning. 
I 1858 blev Ikalis Finlands første köping (handelsplads), mens byen først blev købstad i 1977. 
Ikalis blev kur- og badeby i 1884, og byen er stadig en ferie- og konferenceby.
- Wikimedia Commons har flere filer relateret til Ikalis

61°46′10″N 23°04′05″Ø / 61.7694°N 23.0681°Ø